# Kantoni departmaja Alpes-Maritimes
To je seznam 27 kantonov departmaja Alpes-Maritimes v Franciji po reorganizaciji francoskih kantonov, ki je začela veljati marca 2015:
- Antibes-1
- Antibes-2
- Antibes-3
- Beausoleil
- Cagnes-sur-Mer-1
- Cagnes-sur-Mer-2
- Cannes-1
- Cannes-2
- Le Cannet
- Contes
- Grasse-1
- Grasse-2
- Mandelieu-la-Napoule
- Menton
- Nice-1
- Nice-2
- Nice-3
- Nice-4
- Nice-5
- Nice-6
- Nice-7
- Nice-8
- Nice-9
- Tourrette-Levens
- Valbonne
- Vence
- Villeneuve-Loubet